# Менулешть
Менулешть, Менулешті (рум. Mănulești) — село у повіті Олт в Румунії. Входить до складу комуни Симбурешть.
Село розташоване на відстані 141 км на захід від Бухареста, 42 км на північ від Слатіни, 70 км на північний схід від Крайови, 134 км на південний захід від Брашова.

## Населення
За даними перепису населення 2002 року у селі проживали 279 осіб. Усі жителі села рідною мовою назвали румунську.
Національний склад населення села:
| Національність | Кількість осіб | Відсоток |
| -------------- | -------------- | -------- |
| румуни         | 220            | 78,9%    |
| цигани         | 59             | 21,1%    |